# Lirobittium paganicum
Lirobittium paganicum is een slakkensoort uit de familie van de Cerithiidae. De wetenschappelijke naam van de soort is voor het eerst geldig gepubliceerd in 1919 door Dall als Stylidium paganicum.